# Anisia intrusa
Anisia intrusa là một loài ruồi trong họ Tachinidae.